# Sprakebüll
Sprakebüll (frisó septentrional mooring Språkebel, danès Spragebøl) és un municipi rural del districte de Nordfriesland, dins l'Amt Südtondern, a l'estat alemany de Slesvig-Holstein. El 2023 tenia 281 habitants.
És esmentada per primer cop el 1498. Des del 1998 hi ha un parc eòlic, gestionat com un parc comunitari que en fa un poble d'energia. Aquest municipi mostra el que és possible quan ciutadans compromesos i valents s'uneixen per crear un espai per a la innovació. La comunitat energètica també demostra que la mobilitat elèctrica i el cotxe compartit són solucions atractives per als serveis públics rurals.
El nom té el sufix -büll, que és d'origen danès -bøl i que significa ‘casa, habitatge’, la primera part sol ser un nom de persona. Sovint són assentaments nous que al segle x és van crear a partir d'un poble veí més antic.